# Ursula Kosser
Ursula Kosser (* 1958 in Bonn) ist eine deutsche Journalistin und Buchautorin.

## Leben
Nach dem Abitur besuchte sie die Kölner Journalistenschule. Von 1978 bis 1982 studierte sie Geschichte und evangelische Theologie an der Rheinischen Friedrich-Wilhelms-Universität Bonn. Danach war sie zunächst freie Mitarbeiterin beim Bonner General-Anzeiger, es folgte ein Volontariat. Von 1985 bis 1988 arbeitete sie als Redakteurin beim Lokalfernsehen "Videobonn", später DFA, Agentur für private Fernseh- und Radioanstalten. Von 1988 bis 1991 war sie Redakteurin und Live-Reporterin im Bonner Hauptstadtbüro "RTL aktuell", von 1991 bis 2000 Redakteurin im Bonner Spiegel Hauptstadtbüro. Von 1995 bis 2002 moderierte sie u. a. die Live-Sendung "Funkhaus Wallrafplatz". Seit 2001 ist Ursula Kosser Chefin vom Dienst für RTL und n-tv im Landesstudio München. 2010 schrieb sie mit ihrem Mann, dem ehemaligen Spiegel-Journalisten Heiko Martens, ihr erstes Buch Stell auf den Tisch die letzten Rosen: Erna und Lili – zwei Frauenleben im 20. Jahrhundert über eine ihrer Großmütter.
2012 veröffentlichte sie das Buch "Hammelsprünge - Sex und Macht in der Deutschen Politik". Darin schildert sie anhand ihrer Erfahrung im politischen Bonn der 90er Jahre die Probleme junger Frauen im Berufsleben – ein Thema, das in der Sexismusdebatte 2013 eine große Rolle spielte. 2014 kam ihr Buch "Ohne uns - die Absage der Generation Y an das Leistungsdenken" auf den Markt.
2017 veröffentlichte sie ein Buch über die Welt der Tagebücher unberühmter Menschen und stellte fest, dass auch in einer Zeit der Social Media viele Menschen ihre Gedanken noch dem Büchlein unter dem Kopfkissen anvertrauen.
Im Nebenberuf immer Yoga-Enthusiastin und - Lehrerin untersuchte sie 2019 den boomenden Yoga-Markt und schrieb ein Buch darüber. Der „Yoga-Hype“ erzählt über Sinn und Zweck von Bier oder Ziegenyoga und fordert „kommt zurück auf die Matte“.

## Schriften
- mit Heiko Martens: Stell auf den Tisch die letzten Rosen: Erna Und Lili – zwei Frauenleben im 20. Jahrhundert, 2010
- Hammelsprünge – Sex und Macht in der Deutschen Politik. DuMont Buchverlag, Köln 2012, ISBN 978-3-8321-9656-1
- Ohne uns – die Absage der Generation Y an das Leistungsdenken. Dumont Verlag Köln 2014
- Die geheimnisvolle Welt der Tagebücher unberühmter Menschen. Kid Verlag Bonn 2017, ISBN 978-3-929386-67-7
- Der Yoga-Hype. Kid Verlag Bonn 2019, ISBN 978-3-947759-25-5
- mit Susanne Bergius: Die Wunderwelt der Pfützen, Oekom-Verlag 2023, ISBN 978-3-98726-014-8